# Ethiopische aurora-astrild
De Ethiopische aurora-astrild  (Pytilia lineata) is een zangvogel uit de familie Estrildidae (prachtvinken).

## Verspreiding en leefgebied
Deze soort is endemisch in de hooglanden van westelijk en centraal Ethiopië.